# K.Ganadakatte, Channagiri
K.Ganadakatte là một làng thuộc tehsil Channagiri, huyện Davanagere, bang Karnataka, Ấn Độ.